# 艾伦·诺布尔
艾伦·诺布尔（英語：Alan Noble，1885年2月9日—1952年11月30日），英格兰前男子曲棍球运动员。他曾代表英国国家队参加1908年夏季奥林匹克运动会曲棍球比赛，获得一枚金牌。